# Antonino Sala
Antonino Sala, también como Antonio, Antolí y Antoni, (Aitona, ¿? — Lérida, 1794) fue un compositor y maestro de capilla español.

## Vida
Se desconoce la fecha de nacimiento del maestro Sala, aunque se sabe que era originario de Aitona, en la provincia de Lérida. Es probable que se formase musicalmente en la Catedral de Lérida, donde fue cantor antes de convertirse en maestro de capilla.
En 1738 consiguió el magisterio de la Catedral de Lérida, por oposición, sucediendo a Domingo Teixidor. En las oposiciones se enfrentó a Josep Caracoler, organista y maestro de capilla de la Colegiata de Tremp, y a José Amiguet, violinista y maestro de capilla de la Catedral de Tortosa. Permaneció en el cargo de 1738 a 1781, cuando dejó el cargo por jubilación.
En 1777 formó parte del tribunal que decidiría la organistía de la Catedral de Lérida, junto con los maestros José Gil de Palomar, de la Catedral de Huesca, y Udalt Claret, de la Catedral de la Seo de Urgel. Saldría elegido Juan Prenafeta, frente a otros dos candidatos, Manuel Noguera, organista de la Catedral de Vic, y Miguel Castelló, organista de la iglesia de Alforja.
El 14 de abril de 1781 sucedió a Sala brevemente en el cargo Juan Prenafeta. Brevemente, ya que en 1782 Sala volvería a ejercer de maestro, de nuevo, también de forma breve. En 1782 regresó Prenafeta al magisterio, hasta que en 1793 tuvo que abandonar el cargo definitivamente por problemas de salud, pero se mantuvo como organista segundo. Sala volvería a ocupar el cargo un año, de forma temporal, hasta que se nombró al maestro Antonio Sambola como sucesor.
En su función en Lérida fue maestro del que sería su sucesor en el cargo en 1738, Juan Prenafeta, y de Francisco Javier Gibert, que posteriormente sería maestro de capilla en la Catedral de Tarazona y las Descalzas Reales en Madrid.
Falleció en Lérida en 1794.

## Obra
La obra de Sala fue apreciada por su antecesor, Domingo Teixidor, que decía que sus obras [las de Sala] lo harían inmortal.
En el archivo de la Catedral de Lérida se conservan nada menos que 26 obras litúrgicas y 237 paralitúrgicas. Entre ellas se cuentan cinco misas, cinco salmos, un miserere, dos lamentaciones, una antífona Salve Regina, un himno Veni Sancte Spiritus, un magníficat, un Ave María, cinco lecciones para la Semana Santa, seis obras diversas para la liturgia y 237 textos de villancicos editados entre 1738 y 1780.
En el fondo de la Basílica de Santa María de Igualada se conserva un Requiem y en Aranzazu se conservan dos misereres y un Te decet. También se conservan composiciones suyas en la Biblioteca de Cataluña.